# Енріке Ларрінага
Енріке Ларрінага (ісп. Enrique Larrinaga Esnal; 20 червня 1910, Сестао, Біская, Країна Басків, Іспанія — 8 травня 1993, Мехіко, Мексика) — іспанський футболіст, нападник або півзахисник.

## Спортивна кар'єра
У дорослому футболі дебютував 1927 року виступами за команду клубу «Басконія», в якій провів один сезон. Своєю грою за цю команду привернув увагу представників тренерського штабу клубу «Расінг», до складу якого приєднався 1928 року. Відіграв за клуб із Сантандера наступні вісім сезонів своєї ігрової кар'єри. Найкращий бомбардир клубу в іспанській Прімері — 48 забитих м'ячів.
2 квітня 1933 року грав у складі національної збірної проти сусідів португальців. На 22-й хвилині Ларрінага відкрив рахунок у матчі, а через 3 хвилини його замінили на Рамона Поло з «Сельти». У другій половині гри Хуліо Антоніо Елісегі («Реал Уніон») збільшив перевагу господарів до трьох голів.
Протягом 1937—1939 років захищав кольори збірної Країни Басків, яка проводила турне по країнам Європи та Південної Америки і допомагала коштами постраждалим у громадянській війні. 15 липня баски провели поєдинок у Києві з «динамівцями». Гра завершилася перемогою гостей з рахунком 3:1; хет-триком відзначився Ісідро Лангара, а єдиний м'яч у господарів забив Віктор Шиловський.
Під назвою «Депортіво Еускаді» стала віце-чемпіоном Мексики 1939 року. По завершенні сезону команда припинила існування, а гравці роз'їхалися по мексиканським і аргентинським клубам. Педро Регейро, Томас Агірре, Луїс Регейро і Енріке Ларрінага обрали столичний «Астуріас». У першому сезоні забив вирішальний гол у фіналі кубка Мексики. 1941 року команда знову стала найсильнішою у цьому турнірі.
1942 року перейшов до клубу «Реал Еспанья», основу якого складали переважно іспанські футболісти. Наступного року в Мексиці була створена професіональна ліга. За два перших сезона Енріке Ларрінага став переможцем чемпіонату і кубку Мексики.

## Досягнення
- Чемпіон Мексики (1): 1945
- Володар кубка Мексики (3): 1940, 1941, 1944
- Володар суперкубка Мексики (2): 1944, 1945